# Fiskelöse vatten
Fiskelöse vatten är en sjö i Lilla Edets kommun i Bohuslän och ingår i Göta älvs huvudavrinningsområde.